# Louis Veuillot
Louis Veuillot (Boynes, 11 oktober 1813 - Parijs, 7 maart 1883) was een Frans ultramontaans journalist.

## Biografie
Veuillot was vanaf 1840 de hoofdredacteur van het katholieke dagblad L'Univers. Ten tijde van het Tweede Franse Keizerrijk bekritiseerde hij in dit dagblad voornamelijk het Italiëbeleid van Napoleon III. Met zijn beleid stuurde Napoleon III immers aan op de Risorgimento, de eenmaking van Italië, wat existentiële gevolgen had voor de Kerkelijke Staat van de paus. Als gevolg van deze felle kritiek werd het dagblad op 30 januari 1860 verboden. Onder impuls van de kritische Veuillot nam de steun voor het keizerlijke regime uit katholieke hoek af.
- Biblioteca Nacional de España: XX1264980
- Bibliothèque nationale de France: cb11928103h (data)
- Catàleg d'autoritats de noms i títols de Catalunya: 981058519135506706
- Gemeinsame Normdatei: 118804332
- International Standard Name Identifier: 0000 0001 2129 6603
- Library of Congress Control Number: n85310030
- Nationale Bibliotheek van Tsjechië: jn19990008776
- Nationale bibliotheek van Australië: 35567669
- Nationale Bibliotheek van Israël: 987007463121505171
- Nederlandse Thesaurus van Auteursnamen: 069109990
- SNAC: w61838r6
- Système universitaire de documentation: 027182770
- Trove: 998812
- Virtual International Authority File: 41847643
- WorldCat: E39PBJdGFKvRVRgpCGVwBtFHYP